# Optimum w sensie Pareto
Optimum w sensie Pareto, także efektywność Pareto (ang. Pareto efficiency) – alokacja czynników produkcji lub dóbr konsumpcyjnych, przy której nie można zwiększyć produkcji jednego dobra (lub konsumpcji jednego konsumenta) bez zmniejszenia produkcji innego dobra (lub konsumpcji innego konsumenta). 
Według innej definicji jest to sytuacja, kiedy dobrobyt jednostki może zostać zwiększony bez pogorszenia dobrobytu kogoś innego. Nazwa pochodzi od nazwiska włoskiego ekonomisty Vilfreda Pareta.

## Przykład
Załóżmy, że rozpatrujemy dwie osoby, Kowalskiego i Malinowskiego. Kowalski ma początkowo pewien zasób chleba, a Malinowski pewien zasób wody. Ponieważ obaj chcieliby mieć i jedno i drugie dobro, to zaczną wymieniać chleb na wodę.
Jeżeli Kowalski ma tylko chleb, to pierwszy kubek wody będzie dla niego bardzo cenny i skłonny będzie do oddania dużej ilości chleba. Analogicznie, Malinowski będzie skłonny wymienić dużą ilość wody w zamian za kromkę chleba. Zgodnie z prawem malejącej użyteczności krańcowej w miarę kontynuowania wymiany ich skłonność do poświęcania jednego dobra w zamian za drugie będzie maleć. Ostatecznie osiągnięty zostanie taki punkt, w którym dalsza wymiana nie będzie już możliwa. Kowalski za kolejną kromkę chleba będzie sobie życzyć coraz więcej wody, a Malinowski za kolejny kubek wody będzie chciał coraz więcej chleba.
W ten sposób osiągnięty został punkt optimum w sensie Pareta. Jeżeli bowiem chcielibyśmy Kowalskiemu dać kolejny kubek wody, to musielibyśmy zmusić Malinowskiego do wymiany, pogarszając tym samym jego sytuację (albowiem, gdyby jego sytuacja miała się poprawić, to do wymiany doszłoby dobrowolnie).

## Wolny rynek
Warto zauważyć, że wolna wymiana dóbr, przy założeniu braku istnienia kosztów transakcyjnych, prowadzi do efektywnej alokacji w sensie Pareta. Co więcej, jeżeli alokacja nie jest efektywna w sensie Pareta, to można poprawić sytuację niektórych uczestników bez pogarszania sytuacji innych, co jest bardzo pożądane.

## Efektywność Pareta a interes społeczny
Ponieważ efektywność w sensie Pareta odwołuje się do indywidualnych preferencji, to nie uwzględnia interesu społecznego, co jest największym ograniczeniem stosowania tego kryterium.
Rozważmy na przykład budowę drogi. W interesie mieszkańców jest budowa drogi, jednak w tym celu należy wykupić kilka działek. Działki te można kupić w drodze negocjacji z właścicielami, jednak okazuje się, że jeden z nich jest tak emocjonalnie przywiązany do danego terenu, że nie chce sprzedać działki za żadne pieniądze. Sytuacja, w której droga nie powstaje jest efektywna w sensie Pareta, albowiem nie udało się poprawić położenia mieszkańców bez pogarszania położenia jednego z właścicieli.
Innym skrajnym przykładem alokacji efektywnej w sensie Pareta jest taki podział dóbr, w którym wszystkie dobra są u jednej osoby, a pozostałe nie mają nic. Taka alokacja również jest efektywna w sensie Pareta.
Ze względu na powyższe ograniczenia ekonomiści częściej używają innego kryterium efektywności, to jest kryterium Kaldora-Hicksa.

### Stabilność ewolucyjna
Efektywność w sensie Pareta jest tak ogólna, że zaskakujące wydawałyby się sytuacje, które jej nie wykazują.
Nie zawsze jednak strategia stabilna ewolucyjnie jest efektywna w sensie Pareta.
Wyobraźmy sobie populacje zwierząt, między którymi dochodzi do konfliktów o zasoby. Zwierzę może wtedy przyjąć strategię walki lub strategię pokazów siły, każdą z pewnym prawdopodobieństwem. Przyjmijmy, że zasób będący przedmiotem konfliktu jest wart 10 punktów i zyski zwierzęcia w każdej sytuacji przedstawiają się następująco:
- Jeśli jedno ze zwierząt przyjmuje strategie walki, drugie strategie pokazów siły, to drugie zawsze ucieka, tak więc pierwsze zyskuje 10 punktów, drugie 0.
- Jeśli oba zwierzęta walczą, tracą na tym po 30 punktów. Jedno z nich otrzymuje zasób wartości 10 punktów, średnia strata wynosi więc 25 punktów.
- Jeśli oba zwierzęta ograniczają się do pokazów siły, ze względu na stracony czas tracą po 2 punkty. Jedno ze zwierząt wygrywa zasób, zatem średni zysk wynosi 3 punkty.

Jeśli {\displaystyle p} to prawdopodobieństwo przyjęcia postawy walki przez przeciwnika, to zyski z każdej strategii wynoszą:
- Strategia walki: {\displaystyle -25p+10(1-p)=10-35p}
- Strategia pokazów siły: {\displaystyle 0p+3(1-p)=3-3p}

Jeśli jedna ze strategii jest bardziej opłacalna niż druga, jej udział w populacji się zwiększy, zatem {\displaystyle p} ustali się na poziomie w którym obie strategie będą jednakowo opłacalne:
{\displaystyle 10-35p=3-3p}
{\displaystyle 7=32p}
{\displaystyle p={\frac {7}{32}}\approx 22\%}
Średni zysk wynosi więc:
{\displaystyle 10-35p=3-3p\approx 2{,}34}
Gdyby jednak wszystkie zwierzęta zdecydowały się na strategię pokazów siły, zysk wzrósłby do 3, strategia ewolucyjnie stabilna nie jest więc efektywna w sensie Pareta.

## Zastosowanie w technice

Przykład frontu Pareta. Punkty prezentują możliwe rozwiązania. Mniejsze wartości są preferowane w stosunku do większych. Punkt nie należy do frontu Pareta, ponieważ jest zdominowany zarówno przez punkt jak i punkt Punkty i nie są ściśle zdominowane przez inne, i tym samym należą do frontu Pareta.

Optimum Pareta jest także użyteczne w zastosowaniach technicznych. Mając dany zbiór możliwych rozwiązań danego zagadnienia i sposób ich oceny możemy wyznaczyć tzw. front Pareta (nazywany także zbiorem Pareta), czyli zbiór rozwiązań optymalnych w sensie Pareta. Poprzez ograniczenie zbioru wszystkich możliwych rozwiązań do podzbioru rozwiązań Pareta optymalnych wybór końcowego rozwiązania przez osobę decydującą ograniczony jest do tego podzbioru, co ułatwia podjęcie decyzji.

### Zapis formalny
Front Pareta {\displaystyle P(Y)} może być formalnie opisany w następujący sposób. Rozważmy proces optymalizacyjny (szukanie minimum) z wielowartościową funkcją celu {\displaystyle f\colon \mathbb {R} ^{n}\to \mathbb {R} ^{m}.} Zapis ten oznacza, że sterując liczbą {\displaystyle n} parametrów, otrzymujemy {\displaystyle m}-elementową odpowiedź. Niech {\displaystyle X} będzie zbiorem z przestrzeni {\displaystyle \mathbb {R} ^{n}} składającym się z wektorów parametrów, które są dopuszczalne biorąc pod uwagę ograniczenia fizyczne i inżynierskie, zaś {\displaystyle Y} obrazem {\displaystyle X} poprzez {\displaystyle f,} tzn.
{\displaystyle Y=\{y\in \mathbb {R} ^{m}:\;y=f(x),x\in X\}.}
Następnie ze zbioru {\displaystyle Y} wybierane są wektory, które nie są ściśle zdominowane, tzn. zachodzi relacja:
{\displaystyle \forall _{i}y_{i}\leqslant y_{i}^{*}\land y\neq y^{*}}
co symbolicznie zapisywane jest jako:
{\displaystyle y\prec y^{*}}
Oznacza to, że punkt {\displaystyle y\in \mathbb {R} ^{m}} jest preferowany w stosunku do innego punktu {\displaystyle y^{*}\in \mathbb {R} ^{m}} w przypadku gdy celem jest minimalizacja funkcji celu. Innymi słowy {\displaystyle y} dominuje {\displaystyle y^{*},} lub {\displaystyle y^{*}} jest zdominowany przez {\displaystyle y.} Zbiór niezdominowanych rozwiązań tworzy front Pareta:
{\displaystyle P(Y)=\{y\in Y:\;\{y^{*}\in Y:\;y^{*}\prec y,y^{*}\neq y\}=\emptyset \}.}
Należy zwrócić uwagę, że powyższa definicja frontu Pareta odpowiada sytuacji, gdy preferowane są wartości mniejsze w stosunku do większych.
Algorytmy do obliczania frontu Pareta w przypadku skończonego zbioru alternatyw wykorzystywane i badane są w dziedzinach takich jak informatyka, energetyka, inżynieria lądowa czy projektowanie silników odrzutowych.